# Московский городской совет
Московский городской совет (Моссовет) — высший орган государственной власти в Москве с 1917 по 1993 год. В отличие от современной Мосгордумы, Моссовет являлся не только региональным законодательным органом, но также обладал исполнительной власти на территории города Москвы, которую он осуществлял посредством структур Мосгорисполкома. Здание Моссовета располагалось в Москве, по адресу ул. Горького, 13.

## История

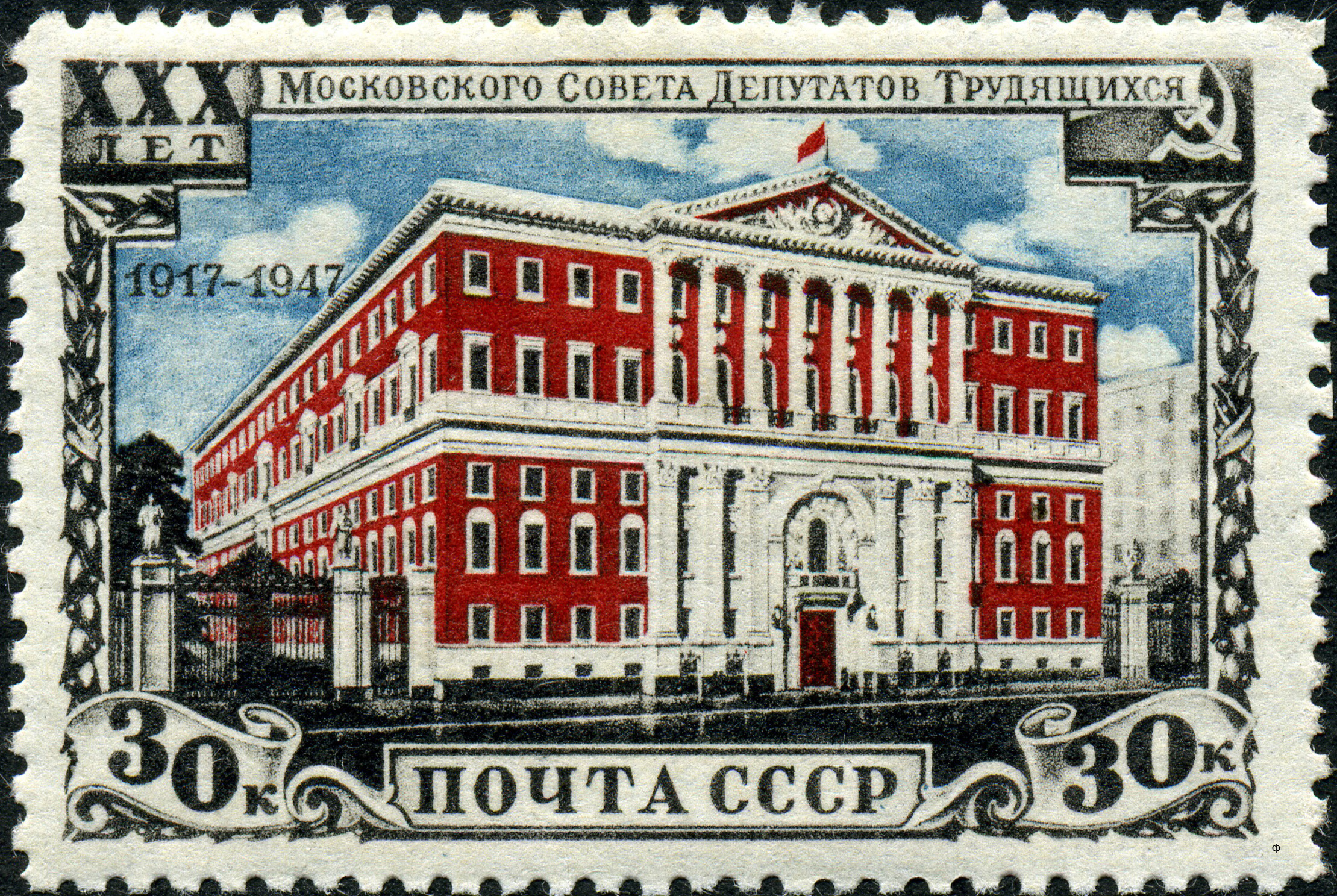
Почтовая марка СССР, 1947 год

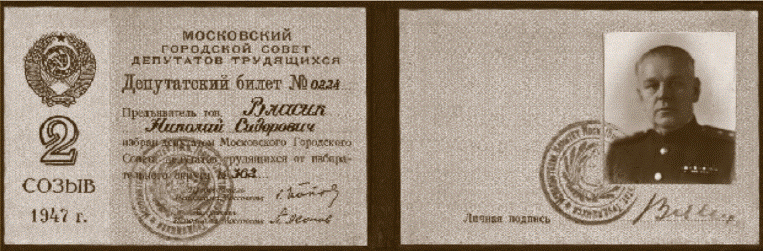
Удостоверение депутата Московского городского совета трудящихся 2-го созыва Н. С. Власика, 1947 год

Иногда история Совета ведётся с 21 ноября 1905 года, когда большевики, меньшевики и эсеры собрались на заседание в зале театра Гирша.
Во время Февральской революции 1917 года были созданы Совет рабочих и Совет солдатских депутатов. 14 ноября произошло объединение двух Советов в Московский совет рабочих и солдатских депутатов, ставший высшим органом власти в городе. Председателем Совета избран большевик Михаил Покровский. В Исполком Московского городского совета вошли 63 большевика и 27 представителей других партий. В январе 1918 года был образован Президиум Моссовета. В марте 1918 года создан Совет народных комиссаров Москвы и Московской губернии.
В 1918 году было утверждено «Положение о выборах в горсовет», в соответствии с которым предприятия и красноармейские части численностью 100—500 человек выбирали 1 депутата, свыше 500 человек — 1 депутата от 500 избирателей, не занятые на производстве выбирали 1 депутата от 500 человек, профсоюзы — 1 депутата от 5000 человек.
В 1920 году Моссовет принял Положение о функциях Исполкома и Президиума, об организации и функциях отделов Московского городского совета, в 1921 году — Положение о Советах в Москве и Московской губернии.
После выделения Москвы в самостоятельную административно-хозяйственную единицу в 1931 году был создан горсовет (Моссовет) депутатов трудящихся, в состав которого входили Исполком, Президиум, Малый Президиум и отраслевые управления. С 1939 года выборы в Моссовет проводились прямым и тайным голосованием, нормы представительства неоднократно менялись.
В годы Великой Отечественной войны Моссовет осуществлял текущее руководство деятельностью оборонных предприятий, содействовал военкоматам в проведении мобилизации и формировании боевых резервов.
В 1957 году на основе постановления ЦК КПСС о повышении руководящей роли Советов в ведение Исполкома Моссовета был передан ряд вопросов, входивших ранее в компетенцию вышестоящих органов.
В 1920—1990-х годах исполнительным и распорядительным органом Моссовета был Исполнительный комитет (Исполком), избиравшийся на 1-й сессии Моссовета каждого созыва. Из состава депутатов формировались постоянные комиссии. С 1991 года высшим органом исполнительной власти в Москве стало Правительство Москвы.
В марте 1990 года состоялись первые «свободные» выборы в Моссовет. Как женщин, так и лиц моложе 30 лет среди новоизбранных депутатов оказалось меньше 10 %, по роду деятельности преобладали представители науки (около трети депутатов), пятая часть имела ученую степень или ученое звание. Как отмечал в своем докладе на сессии Моссовета председатель мандатной комиссии Р. В. Новиков, в депутатском корпусе "доминирует интеллигенция, ранее умышленно уничижительно называемая «прослойкой».

## Октябрьские события 1993 года и Моссовет
В 1993 году во время октябрьских событий в здании Моссовета находились освобожденные от своих должностей указом и. о. президента Александра Руцкого мэр Юрий Лужков и руководитель Администрации Президента Сергей Филатов. В ночь с 3 на 4 октября Егор Гайдар призвал москвичей собираться у Моссовета на защиту демократии.
Так описывает значение этого призыва в противостоянии Бориса Ельцина и Верховного Совета один из участников событий 3-4 октября, активный деятель «Демократической России» Владимир Боксер: «После призыва Гайдара по телевидению к Моссовету пришли десятки тысяч человек. По моим приблизительным оценкам — 25-30 тысяч вечером собралось. Мы простояли всю ночь, и это сыграло ключевую роль. Потому что, насколько я знаю от непосредственных очевидцев — в Кремле был полный паралич: все испугались, разбежались и пр. Ещё может быть сыграло роль то, что в Москве был очень „реальный“ человек — Юрий Михайлович Лужков. Для той стороны это тоже было важно. Когда мы стояли у Моссовета, я туда заходил и видел, что у Лужкова стояли автоматчики. Ясно было, что просто так они не сдадутся, и дело было не столько в демократии, сколько в том, что он был для них „хозяин“. Это был тоже очень значимый факт, который сыграл важную роль как в августе 1991, так и в октябре 1993 года. При всей неоднозначности моего отношения к этой фигуре. Пожалуй, это было единственное место, где я точно знаю, что была организована вооруженная сила, которая могла бы оказать реальное сопротивление». Владимир Боксер также замечает, что «важнейшую роль, конечно, имел призыв Гайдара» и «по его призыву пришло раза в 3-4 больше людей, чем было у Белого дома, сыграл основную роль в том, что военные заняли определённую сторону. Грачев до этого все саботировал».
Тем не менее, некоторое количество митингующих появилось у Моссовета ещё до этого призыва. Это отмечает, например и глава штаба Московской городской дружины Анатолий Цыганок" «Что касается митинга. Хотя Егор Гайдар в своих воспоминаниях упоминал, что митинг у Моссовета 3-го октября начался только вечером, это не совсем так. Первые митинги начались ещё где-то с четырёх-пяти часов. Там выступали Пономарев, Новодворская…»
А так вспоминал о событиях у Моссовета Аркадий Мурашев: «Толпа прибывала, чего делать было не очень ясно. А недалеко от памятника Долгорукому был опорный пункт народной дружины, в доме по соседству, кажется штаб. Там были люди с опытом ещё 1991 года — актив тех, кто считали себя опытнее других, потому что они защищали Белый дом в 1991 году, и они быстро мобилизовались. Как раз они координировали баррикады и кольцо. Они же забаррикадировали все подходы, в том числе через переулки. Стояли посты на баррикадах: мало ли, вдруг кто-то появится? Оружие мы не раздавали, но оно было заготовлено. Егор сказал, что при необходимости можно раздать. Я тогда не знал, откуда оно. Но потом, вроде как из мемуаров стало известно, что это Шойгу. Но оружие мы естественно так и не раздавали. Но ситуацию старались особенно тщательно отслеживать — у нас ещё были такие гонцы у Белого дома, которые пытались узнавать, что там происходит. Выходили на связь. Но движения в нашу сторону не было».
Собравшиеся не занятые организацией самообороны у Моссовета принимали непосредственное участие в митинге. Так Аркадий Мурашев описывал это состояние ночного митинга-ожидания: «Периодически я разговаривал с этой толпой. Без информации людей держать нельзя. Поэтому нужно было раз в полчаса — час выходить на балкон и говорить, что все в порядке. Чтобы у людей было чувство, что они не зря стоят, что о них помнят. Нужно было все время подбадривать. Это была как раз моя функция. Были также Миша Шнейдер, Володя Боксер — наши бессменные организаторы митингов. Но тогда что-то в духе собственно митинга было только в начале — когда приехав с Гайдаром, выходили на балкон. Он что-то сказал, Лужков что-то сказал, я что-то сказал. Было скандирование в духе: „Свобода. Россия. Ельцин“».

## Роспуск Моссовета
7 октября 1993 года Моссовет был распущен Указом Президента РФ № 1594. 24 октября 1993 года Указом Президента РФ было утверждено Временное положение о системе органов государственной власти г. Москвы, в соответствии с которым Моссовет сменила Московская городская дума.

## Руководство Моссовета

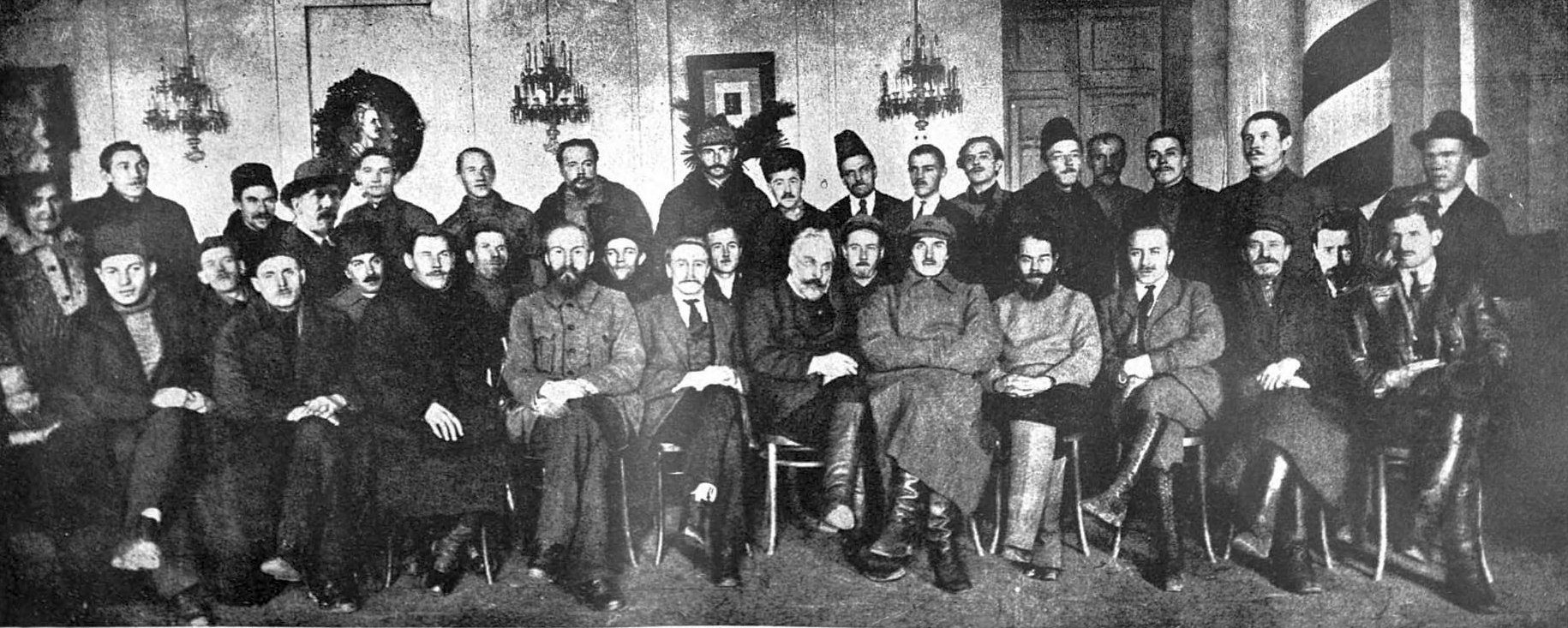
Группа членов Исполкома первого созыва Моссовета после Октябрьской революции.
Сидят (слева направо): 1) Игнатов, 2) Ратехин, 3) Корзинов, 4) Розенгольц, 5) Пискарёв, 6) Сальников, 7) Ангарский, 8) Борщевский, 9) Фельдман, 10) Каныгин, 11) Смидович, 12) Горкунов, 13) Сахаров, 14) Рогов, 15) Лисицин, 16) Радзивиллов, 17) Ногин, 18) Певунов.
Стоят (слева направо): 1) Темкина, 2) Илюшин, 3) Меркулов, 4) Рыков, 5) Заморёнов, 6) Будзыньский, 7) Обух, 8) Смирнов, 9) Савин, 10) Семашко, 11) Исаев, 12) Вознесенский, 13) Буровцев, 14) Белорусов, 15) Желтов, 16) Булочнинов, 17) Фонченко.

| N                                                                                        | Руководитель                                                                        | Годы жизни                                                                          | Период руководства                                                                  |                                                                                     |                                                                                     |
| Председатель Президиума Исполкома Московского Совета рабочих и солдатских депутатов      | Председатель Президиума Исполкома Московского Совета рабочих и солдатских депутатов | Председатель Президиума Исполкома Московского Совета рабочих и солдатских депутатов | Председатель Президиума Исполкома Московского Совета рабочих и солдатских депутатов | Председатель Президиума Исполкома Московского Совета рабочих и солдатских депутатов | Председатель Президиума Исполкома Московского Совета рабочих и солдатских депутатов |
| ---------------------------------------------------------------------------------------- | ----------------------------------------------------------------------------------- | ----------------------------------------------------------------------------------- | ----------------------------------------------------------------------------------- | ----------------------------------------------------------------------------------- | ----------------------------------------------------------------------------------- |
| 1                                                                                        | Алексей Максимович Никитин                                                          | 1876—1939                                                                           | 13 — 18 марта 1917                                                                  |                                                                                     |                                                                                     |
| 2                                                                                        | Лев Михайлович Хинчук                                                               | 1868—1939                                                                           | 18 марта — 24 сентября 1917                                                         |                                                                                     |                                                                                     |
| 3                                                                                        | Михаил Николаевич Покровский                                                        | 1868—1932                                                                           | 14 ноября 1917 — 13 марта 1918                                                      |                                                                                     |                                                                                     |
| Председатели Президиума Исполкома Московского Совета рабочих и красноармейских депутатов |                                                                                     |                                                                                     |                                                                                     |                                                                                     |                                                                                     |
| 4                                                                                        | Пётр Гермогенович Смидович                                                          | 1874—1935                                                                           | 13 марта — 3 августа 1918                                                           |                                                                                     |                                                                                     |
| 5                                                                                        | Лев Борисович Каменев                                                               | 1883—1936                                                                           | 14 октября 1918 — 15 января 1926                                                    |                                                                                     |                                                                                     |
| 6                                                                                        | Константин Васильевич Уханов                                                        | 1891—1937                                                                           | 15 января 1926 — 28 февраля 1931                                                    |                                                                                     |                                                                                     |
| Председатели Исполнительного Комитета Московского совета депутатов трудящихся            |                                                                                     |                                                                                     |                                                                                     |                                                                                     |                                                                                     |
| 7                                                                                        | Николай Александрович Булганин                                                      | 1895—1975                                                                           | 28 февраля 1931 — 11 августа 1937                                                   |                                                                                     |                                                                                     |
| 8                                                                                        | Александр Илларионович Ефремов                                                      | 1904—1951                                                                           | 3 ноября 1938 — 14 апреля 1939                                                      |                                                                                     |                                                                                     |
| 9                                                                                        | Василий Прохорович Пронин                                                           | 1905—1993                                                                           | январь 1940 — 7 декабря 1944                                                        |                                                                                     |                                                                                     |
| 10                                                                                       | Георгий Михайлович Попов                                                            | 1906—1968                                                                           | 7 декабря 1944 — 12 декабря 1949                                                    |                                                                                     |                                                                                     |
| 11                                                                                       | Михаил Алексеевич Яснов                                                             | 1906—1991                                                                           | 18 января 1950 — 2 февраля 1956                                                     |                                                                                     |                                                                                     |
| 12                                                                                       | Николай Иванович Бобровников                                                        | 1909—1992                                                                           | 2 февраля 1956 — 2 сентября 1961                                                    |                                                                                     |                                                                                     |
| 13                                                                                       | Николай Александрович Дыгай                                                         | 1908—1963                                                                           | 2 сентября 1961 — 6 марта 1963                                                      |                                                                                     |                                                                                     |
| 14                                                                                       | Владимир Фёдорович Промыслов                                                        | 1908—1993                                                                           | 12 марта 1963 — 16 октября 1977                                                     |                                                                                     |                                                                                     |
| Председатели Исполнительного комитета Московского Совета народных депутатов              |                                                                                     |                                                                                     |                                                                                     |                                                                                     |                                                                                     |
| 15                                                                                       | Владимир Фёдорович Промыслов                                                        | 1908—1993                                                                           | 16 октября 1977 — 16 декабря 1985                                                   |                                                                                     |                                                                                     |
| 16                                                                                       | Валерий Тимофеевич Сайкин                                                           | 1937—2024                                                                           | 3 января 1986 — 14 апреля 1990                                                      |                                                                                     |                                                                                     |
| 17                                                                                       | Юрий Михайлович Лужков                                                              | 1936—2019                                                                           | 26 апреля 1990 — 16 сентября 1991                                                   |                                                                                     |                                                                                     |
| Председатели Моссовета                                                                   |                                                                                     |                                                                                     |                                                                                     |                                                                                     |                                                                                     |
| 1                                                                                        | Иван Иванович Сидоров                                                               | 1897—1984                                                                           | 11 августа 1937 — 3 ноября 1938                                                     |                                                                                     |                                                                                     |
| 2                                                                                        | Александр Илларионович Ефремов                                                      | 1904—1951                                                                           | 3 ноября 1938 — 14 апреля 1939                                                      |                                                                                     |                                                                                     |
| 3                                                                                        | Василий Прохорович Пронин                                                           | 1905—1993                                                                           | 14 апреля 1939 — январь 1940                                                        |                                                                                     |                                                                                     |
| 4                                                                                        | Гавриил Харитонович Попов                                                           | род. 1936                                                                           | 20 апреля 1990 — 14 июня 1991                                                       |                                                                                     |                                                                                     |
| 5                                                                                        | Николай Николаевич Гончар                                                           | род. 1946                                                                           | 19 июня 1991 — 7 октября 1993                                                       |                                                                                     |                                                                                     |

## Депутат В. И. Ленин
В начале каждого нового созыва Московского Совета на имя В. И. Ленина выписывалось депутатское удостоверение № 1, эта традиция возникла с постановлением пленума Московского Совета рабочих, крестьянских и красноармейских депутатов от 7 февраля 1924 года, принявшего решение: «…Оставить В. И. Ленина навсегда в списках членов Моссовета, как депутата трудящихся Москвы…»

## Объекты, названные в честь Моссовета
- Московское высшее пограничное командное ордена Октябрьской Революции Краснознамённое училище КГБ СССР имени Моссовета
- Государственный академический театр имени Моссовета (Москва)
- Пароход «Моссовет»